# Governo de Gaulle III
Il Governo de Gaulle III è stato in carica dal 1º giugno 1958 all'8 gennaio 1959, per un totale di 7 mesi e 5 giorni. Benché istituzionalmente fosse il primo esecutivo della Quinta Repubblica (nata il 5 ottobre 1958), è storicamente considerato come l'ultimo governo della Quarta Repubblica.

## Cronologia
- 28 maggio 1958: dimissioni del premier Pierre Pflimlin
- 1º giugno 1958: elezione di Charles de Gaulle da parte dell'Assemblea nazionale (239 voti per la fiducia, 224 voti contrari)[1]
- 2 giugno 1958: l'Assemblea nazionale deroga al governo pieni poteri; il giorno seguente una legge incarica il governo di redigere una nuova Costituzione
- 3 giugno 1958: l'Assemblea nazionale sospende i lavori per 6 mesi in attesa della nuova proposta costituzionale
- 4 settembre 1958: Il presidente del consiglio De Gaulle presenta pubblicamente la nuova Costituzione in Place de la République a Parigi
- 28 settembre 1958: si tiene il referendum istituzionale sulla nuova Costituzione; vince il "sì" con oltre l'82% dei voti
- 1º ottobre 1958: De Gaulle fonda l'Unione per la Nuova Repubblica (UNR), con lo scopo di competere alle successive elezioni legislative
- 2 ottobre 1958: la Francia riconosce l'indipendenza della Guinea
- 4 ottobre 1958: la nuova Costituzione entra in vigore; il giorno seguente termina la Quarta Repubblica ed inizia la Quinta
- 23-30 novembre 1958: prime elezioni della Quinta Repubblica; vittoria delle destre (UNR e CNIP) e crollo del PCF
- 9 dicembre 1958: il gollista Jacques Chaban-Delmas viene eletto Presidente dell'Assemblea nazionale
- 21 dicembre 1958: le elezioni presidenziali vedono la netta vittoria di De Gaulle, eletto indirettamente alla presidenza con il 77,5% dei voti su 80.000 elettori
- 28 dicembre 1958: attuazione del "piano Pinay-Rueff", ad opera del ministro delle finanze Antoine Pinay e dell'economista Jacques Rueff, che porta alla svalutazione del Franco francese del 17,5%
- 6 gennaio 1959: la riforma dell'istruzione, varata dal ministro Jean Berthoin, estende l'obbligo fino ai 16 anni
- 7 gennaio 1959: estensione del servizio militare obbligatorio per 24 mesi
- 8 gennaio 1959: De Gaulle entra i carica come Presidente della Repubblica; il governo viene sciolto
- 9 gennaio 1959: il nuovo esecutivo gollista, guidato dall'ex-guardasigilli Michel Debré, entra in carica

## Consiglio dei Ministri
Il governo, composto da 16 ministri (oltre al presidente del consiglio ed il sottosegretario alla presidenza), vedeva partecipi:
| Carica                                                              | Titolare | Titolare                  | Partito | Durata             |
| ------------------------------------------------------------------- | -------- | ------------------------- | ------- | ------------------ |
| Presidente del Consiglio dei Ministri                               |          | Charles de Gaulle         | UNR     | Dal 1º giugno 1958 |
|                                                                     |          |                           |         |                    |
| Ministro degli Affari Esteri                                        |          | Maurice Couve de Murville | UNR     | Dal 1º giugno 1958 |
| Ministro dell'Interno                                               |          | Émile Pelletier           | Nessuno | Dal 1º giugno 1958 |
| Ministro della Giustizia                                            |          | Michel Debré              | UNR     | Dal 1º giugno 1958 |
| Ministro della Difesa Nazionale                                     |          | Charles de Gaulle         | UNR     | Dal 1º giugno 1958 |
| Ministro degli Armamenti                                            |          | Pierre Guillaumat         | Nessuno | Dal 1º giugno 1958 |
| Ministro delle Finanze                                              |          | Antoine Pinay             | CNIP    | Dal 1º giugno 1958 |
| Ministro dei Lavori Pubblici                                        |          | Robert Buron              | MRP     | Dal 9 giugno 1958  |
| Ministero dell'Informazione                                         |          | Jacques Soustelle         | UNR     | Dal 7 luglio 1958  |
| Ministro dell'Istruzione Nazionale                                  |          | Jean Berthoin             | PRRRS   | Dal 1º giugno 1958 |
| Ministro del Lavoro                                                 |          | Paul Bacon                | MRP     | Dal 1º giugno 1958 |
| Ministro della Sanità Pubblica                                      |          | Bernard Chenot            | Nessuno | Dal 7 luglio 1958  |
| Ministro delle Poste e delle Telecomunicazioni                      |          | Eugène Thomas             | SFIO    | Dal 9 giugno 1958  |
| Ministro dell'Industria e del Commercio                             |          | Édouard Ramonet           | PRRRS   | Dal 9 giugno 1958  |
| Ministro dell'Agricoltura                                           |          | Roger Houdet              | CNIP    | Dal 9 giugno 1958  |
| Ministro della Ricostruzione e dell'Alloggio                        |          | Pierre Sudreau            | CNIP    | Dal 9 giugno 1958  |
| Ministro dei Reduci e delle Vittime di guerra                       |          | Edmond Michelet           | MRP     | Dal 9 giugno 1958  |
|                                                                     |          |                           |         |                    |
| Sottosegretario di Stato alla Presidenza del Consiglio dei Ministri |          | André Boulloche           | SFIO    | Dal 7 luglio 1958  |